# Yoshitaka Shindō
Yoshitaka Shindō (新藤 義孝, Shindō Yoshitaka) est un homme politique japonais né le 20 janvier 1958 à Kawaguchi, dans la préfecture de Saitama.

## Biographie
Membre du Parti libéral-démocrate, il est nommé au poste de ministre des Affaires intérieures et des Communications le 26 décembre 2012 par le Premier ministre Shinzō Abe, poste auquel il est remplacé le 3 septembre 2014 par Sanae Takaichi.
Affilié au lobby Nippon Kaigi[réf. nécessaire], Shindō est un habitué des visites au sanctuaire controversé de Yasukuni,, également connu pour ses prises de positions fortes sur les territoires contestés par les pays voisins.